# 小行星9263
小行星9263（英語：9263 Khariton）是一颗围绕太阳公转的小行星。1976年9月24日，尼古拉·切爾尼赫在纳昂切尼奇发现了此天体。
这颗小行星的绝对星等为284.5567479953078等。